# Pindo (Penalva do Castelo)
Pindo é uma freguesia portuguesa do município de Penalva do Castelo, com 16,82 km² de área e 1716 habitantes (censo de 2021). A sua densidade populacional é 102 hab./km².
Realiza-se aqui em novembro a Festa da Castanha e do Vinho.

## Localização
A freguesia de Pindo situa-se na parte oriental do concelho de Penalva do Castelo, fazendo fronteira com as freguesias de Germil, Ínsua, Lusinde, Povolide, e São Miguel de Vila Boa.

## Demografia
A população registada nos censos foi:
| Distribuição da População por Grupos Etários | Distribuição da População por Grupos Etários | Distribuição da População por Grupos Etários | Distribuição da População por Grupos Etários | Distribuição da População por Grupos Etários |
| -------------------------------------------- | -------------------------------------------- | -------------------------------------------- | -------------------------------------------- | -------------------------------------------- |
| Ano                                          | 0-14 Anos                                    | 15-24 Anos                                   | 25-64 Anos                                   | > 65 Anos                                    |
| 2001                                         | 411                                          | 344                                          | 1102                                         | 388                                          |
| 2011                                         | 274                                          | 226                                          | 981                                          | 435                                          |
| 2021                                         | 171                                          | 197                                          | 825                                          | 523                                          |

Só na Cidade de Sion na Suíça há cerca de 200 pessoas nascidas e criadas na freguesia de Pindo, porém ao longo dos anos nascerem cerca de 50 crianças filhos de naturais de Pindo.
Roriz é localidade mais povoada da freguesia. 

## Economia
Em Pindo podem encontrar-se como actividades económicas: agricultura, indústria, carpintaria, serralharia, lagares de azeite, extracto de bagaço; no comércio encontramos: a latoaria, aluguer de máquinas, oficinas, cafés, mercearias e talhos.
A castanha e o vinho são os principais produtos mais representativos da economia de Pindo.

## Coletividades
Há várias associações onde as pessoas se podem juntar para participar e dinamizar algumas atividades.
Roriz conta com um clube de futebol, o GDC de Roriz, fundado em 1994 e que atua agora da 1a divisão distrital da AFV.

## Paisagem
Não só nas margens do rio se encontra vegetação, toda esta área tem vários tipos de flora, tal como: os carvalhos, o eucalipto, o pinheiro bravo, entre outras espécies de árvores.
Nas margens do rio Côja encontra-se a praia fluvial da Senhora da Ribeira.
Finalmente, apresenta uma boa zona de caça, onde se pode encontrar a lebre, o coelho e também a perdiz.
Também é junto a Senhora da Ribeira que se une o Rio Côja com o Rio Dão. Sempre que a barragem se encontra fechada a água inunda toda esta vegetação existente.
Pindo é atravessado pelo rio Côja, é uma região essencialmente agrícola, com predominância para o cultivo da vinha, olivais, pomares de macieiras e castanheiros. No rio Côja, facilmente conseguirá pescar o barbo, a boga, o bordalo e o pimpão. Poderá encontrar ao longo das suas margens o salgueiro, silvas e o amieiro. Estas árvores são muito importantes, pois dão abrigo a várias aves que por ali vão andando, tais como, o gaio comum, a gralha preta, o melro-preto, o pisco-de-peito-ruivo, o chapins, rolas, pardais e também o guarda-rios.

## História
Desde tempos remotos que o homem escolheu estas terras para aí habitar, neste local encontramos vestígios romanos (estações arqueológicas e vias) e sepulturas antropomórficas existentes na igreja paroquial.
Toda a actual área da freguesia e os seus lugares principais terão tido origem idêntica, de qualquer forma, S. Martinho de Pindo é uma das mais antigas paróquias do medieval Julgado de Penalva.
Já há documentação acerca desta paróquia nas Inquirições de 1258 e já nessa altura, eram referidos os lugares de Pindo de Baixo e de Cima, Roriz, Telhado, Oliveira e Pepim.
Segundo a história, em 1340 foi fundado por Gonçalo Esteves de Tavares um hospício para 24 pobres honrados, envergonhados, ou inválidos, de honesta vida e bons costumes, que se situava na povoação da Corga.
Contudo são quase inexistentes os testemunhos documentais que possam comprovar este facto. No princípio do século XVI, o cadastro da população do reino apontava a freguesia de Pindo como uma das mais povoadas do concelho.
Em 1706 era vigaria do Padroado Real e possuía 957 habitantes. Posteriormente, em 1758 eram-lhe atribuídos 311 fogos, 1194 pessoas de sacramento e menores, sendo a freguesia com maior número de habitantes de todo o concelho.
Neste mesmo ano, a freguesia possuía 3 lagares de azeite e 9 moinhos de panificação.
Pindo foi comenda da ordem de Cristo e aquando da realização dos inquéritos paroquiais era comendador desta terra D. Francisco de Mascarenhas, conde de Cocolim e membro do Conselho de El-Rei, que faleceu nesse mesmo ano, tendo os bens revertido para a corte a 7 de Novembro de 1758.
Por esta altura, a freguesia de Pindo ocupa uma área de 1.682ha dispostos na margem direita do rio Dão, a cerca de 7 km da sede do concelho.
É terra fértil devido à abundância de água, como já anotava o pároco local em 1758, por isso o topónimo deriva de uma villa rustica, propriedade de “Pinidus” na alta idade média.

## Património
- Igreja Paroquial de Pindo
- Capela do Espírito Santo, no lugar da Encoberta
- Capela de Santa Catarina, no lugar de Santa Eulália
- Capela de Santa Bárbara, no lugar de Roriz
- Capela de São Simão, na aldeia de de Casal Dinis
- Capela de Santo António, na aldeia de de Casal Dinis
- Capela de Nossa Senhora da Ribeira, no lugar de Entre Águas
- Capela de São Sebastião, no lugar do Mártir
- Casa de Santa Eulália, classificada bem de interesse público